# マドボタル
マドボタル（窓蛍）は、コウチュウ目ホタル科の昆虫で、マドボタル属（Pyrocoelia）に含まれるものの総称である。「マドボタル」という和名を持つ種はない。名前の由来は、成虫の前胸部の前端が頭を被うように薄く伸び、そこに透明な部分があるのを窓に見立てたものである。ゲンジボタルなどより扁平な形をしている。

## 特徴
成虫の雌は不活発で、種によっては翅が退化して小さくなり、一見幼虫に成虫の頭と前胸をつけたような姿になる。
幼虫は背面が扁平な、黒から褐色の細長い虫で、胸部の3対の歩脚と尾端の付着器を使い、シャクトリムシのような運動をする。夜間に地表や草の上によく出てきて発光しながら活発に活動するので観察が容易である。幼虫はカタツムリなどを食べる。
成虫は発光するものとしないものがあるが、幼虫はすべて発光する。

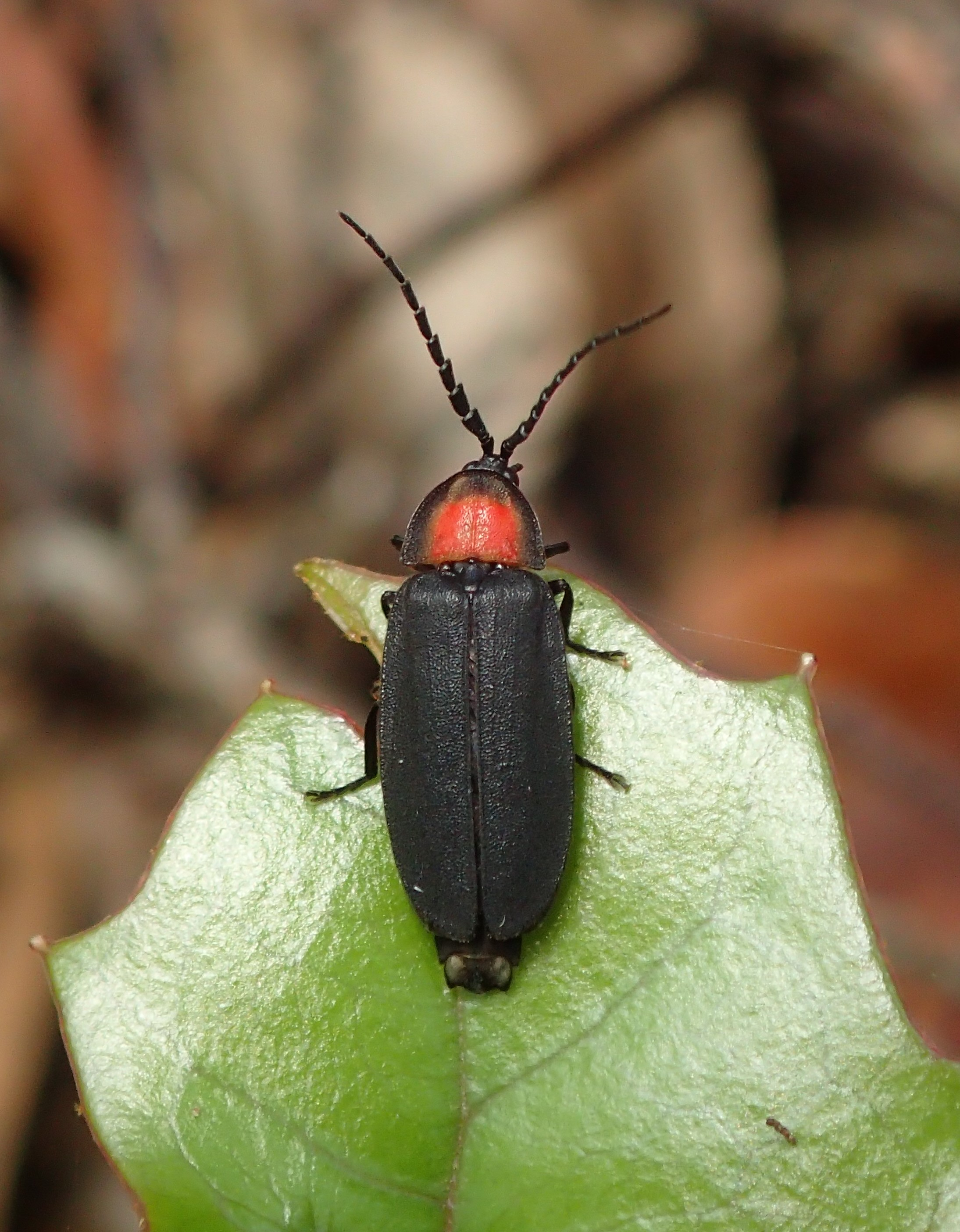
アマミマドボタル　♂　徳之島　2019年5月5日

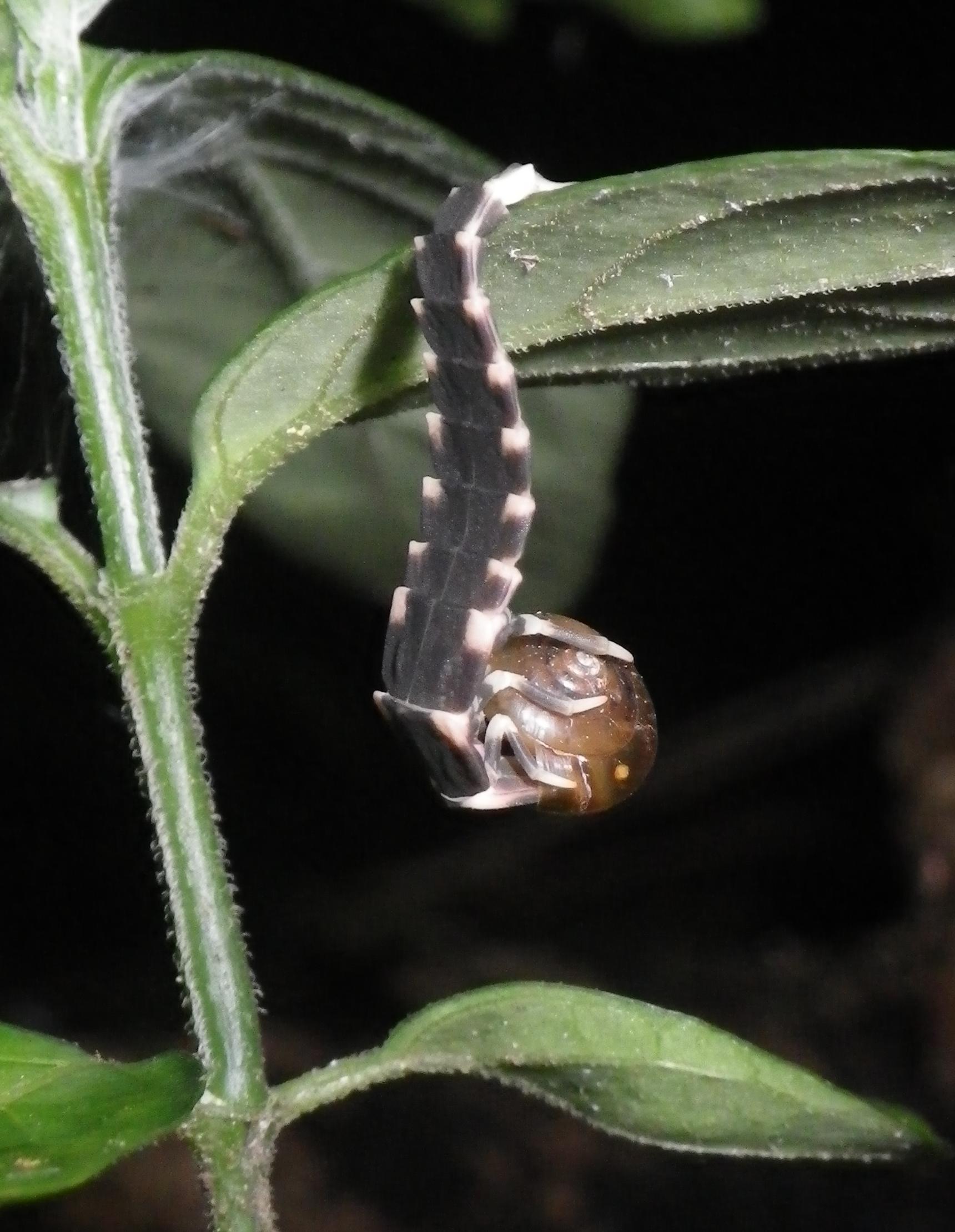
カタツムリを捕食するアマミマドボタル幼虫

## 日本産の種と分布
日本からは以下の種が知られ、特に南西諸島において種分化が進んでいる。
- オオマドボタル P. discicollis Kiesenwetter：本州（宮城県、東京・長野県以西）・四国・九州
- クロマドボタル P. fumosa Gorham：本州（近畿・東海以東）
- アキマドボタル P. rufa Olivier：対馬
- アマミマドボタル P. oshimana Nakane：奄美大島・徳之島
- オキナワマドボタル P. matsumurai Nakane.：沖縄島
  - 同久米島亜種 P. m. kumejimensis Chujo et Sato：久米島
- ミヤコマドボタル P. miyako Nakane.：宮古島
- ヤエヤママドボタル（旧称オオシママドボタル） P. atripennis Lewis.：石垣島・西表島。2003年以降、沖縄島と与那国島に国内外来種として定着[1]
- サキシママドボタル P. abdominalis Nakane：石垣島・西表島
- イリオモテマドボタル P. iriomotensis Nakane：西表島